# Emmanuelle Gagliardi
Emmanuelle Gagliardi (Ginevra, 9 luglio 1976) è un'ex tennista svizzera, figlia di genitori italiani.
È alta 171 cm e ha un peso forma di 58 kg.

## Carriera
Diventa professionista nel 1994, dopo essersi laureata al A.I.S di Nizza. Entra nelle prime 100 WTA nel 1997, posizione che non lascerà fino alla fine della sua carriera nel 2008. La sua miglior classifica è stata numero 42 WTA in singolo e numero 22 in doppio.
Ha fatto parte della squadra Svizzera di Fed Cup dal 2000 al 2008 (equivalente della Coppa Davis maschile) e ha partecipato alle Olimpiadi di Sydney 2000 e di Pechino 2008.
Nella sua carriera ha battuto giocatrici di rilievo come Conchita Martínez, Kim Clijsters, Marija Šarapova, Patty Schnyder, Anastasija Myskina, Nathalie Tauziat, Sandrine Testud e Nataša Zvereva.

## Risultati
I suoi migliori risultati sono:
- 1/2 finale nel 2.200.000 $ di Indian Wells,

nelle prove del Grande Slam:
- 1/8 Roland Garros (2005)
- 3º turno a Wimbledon (2004)

Nei tornei WTA di singolo conta:
- 1/2 finali nei Tornei di: Bol (1997)- Maria Lankowitz (1998) - Cairo (1999) - San Paolo (2000) - Auckland (2003) - Estoril (2003) - Tashkent (2003).
- 1/4 finali Karlovy Vary (1996) - Madrid (1999) - 's Hertogenbosch (1999) Portschach (1999) - Tokyo (2001) - Madrid (2003) - Bali (2003), Bogotà (2005).

In doppio nei tornei WTA:
- 1/2 finale Australian Open (w\Mandula - 2003),
- vittoria ad Estoril (w\Husarová 2004), Beijing (w\Safina 2004), Bogota (w\Pisnik 2005), Guangzhou (w\Camerin 2005); finalista a Auckland (w\Schett -2002)- Estoril (w\Ani 2003) - Bol (w\Schnyder 2003), Stockholm & Cincinnati(w\Groenefeld 2004), Tashkent (w\Camerin 2006).

Nel circuito ITF ha vinto 8 tornei di singolo:
- 2007 - 75 000 $ Rimini-ITA;
- 2001 - 50 000 $ Largo, FL-USA;
- 1998 - 25 000 $ Welwyn-GBR;
- 1997 - 75 000 $ Austin, TX-USA;
- 1996 - 25 000 $ Florianópolis-BRA,
- 1996 - 25 000 $ Salisburgo-AUT;
- 1995 - 10 000 $ Istanbul TUR;
- 1993 - 10 000 $ Nicolosi-ITA.

Titoli ITF. di doppio:
- 2008 Monzon-ESP (w/Fujiwara);
- 1999 Bushey-GBR (w/Marosi),
- 1999 Dallas, TX-USA (w/Selyutina);
- 1996 Florianopolis-BRA (w/Cianfagna);
- 1995 Marina Di Massa-ITA (w/Grossi);
- 1993 Nicolosi-ITA (w/Sciarpelletti).

Nella sua carriera ha vinto un montepremi complessivo di 1 739 751 $.
Ha rappresentato il Principato di Monaco ai Giochi dei piccoli stati d'Europa del 1993 e del 1995, vincendo complessivamente una medaglia d'oro e due d'argento.

## Statistiche

### Risultati in progressione
| Sigla | Risultato               |
| ----- | ----------------------- |
| V     | Vincitore               |
| F     | Finalista               |
| SF    | Semifinalista           |
| O     | Oro olimpico            |
| A     | Argento olimpico        |
| SF    | Bronzo olimpico         |
| QF    | Quarti di Finale        |
| 4T    | Quarto turno            |
| 3T    | Terzo turno             |
| 2T    | Secondo turno           |
| 1T    | Primo turno             |
| RR    | Round Robin             |
| LQ    | Turno di qualificazione |
| A     | Assente                 |
| ND    | Non disputato           |

| Legenda superfici    |
| -------------------- |
| Cemento              |
| Terra battuta        |
| Erba                 |
| Superficie variabile |

#### Singolare nei tornei del Grande Slam
| Torneo          | 1997 | 1998 | 1999 | 2000 | 2001 | 2002 | 2003 | 2004 | 2005 | 2006 | 2007 | 2008 |
| --------------- | ---- | ---- | ---- | ---- | ---- | ---- | ---- | ---- | ---- | ---- | ---- | ---- |
| Australian Open | 1T   | 1T   | A    | 2T   | 3T   | 2T   | 2T   | 2T   | 1T   | 1T   | 1T   | A    |
| Open di Francia | 2T   | 2T   | 2T   | 2T   | 1T   | 1T   | 2T   | 1T   | 4T   | 2T   | 1T   | A    |
| Wimbledon       | 2T   | 1T   | 1T   | 1T   | 3T   | 2T   | 2T   | 3T   | 1T   | 1T   | 1T   | A    |
| US Open         | 1T   | 1T   | 1T   | 1T   | 1T   | 1T   | 1T   | 1T   | 1T   | A    | 1T   | A    |

#### Doppio nei tornei del Grande Slam
| Torneo          | 1997 | 1998 | 1999 | 2000 | 2001 | 2002 | 2003 | 2004 | 2005 | 2006 | 2007 | 2008 |
| --------------- | ---- | ---- | ---- | ---- | ---- | ---- | ---- | ---- | ---- | ---- | ---- | ---- |
| Australian Open | A    | A    | A    | 1T   | A    | 2T   | SF   | QF   | 2T   | 2T   | A    | 2T   |
| Open di Francia | A    | A    | A    | A    | 1T   | 1T   | 3T   | 1T   | 1T   | 2T   | 3T   | A    |
| Wimbledon       | A    | A    | 1T   | 1T   | 1T   | 1T   | 2T   | 3T   | 3T   | 2T   | 1T   | A    |
| US Open         | A    | A    | A    | A    | 2T   | QF   | 1T   | 2T   | 1T   | 1T   | A    | A    |

#### Doppio misto nei tornei del Grande Slam
| Torneo          | 1997 | 1998 | 1999 | 2000 | 2001 | 2002 | 2003 | 2004 | 2005 | 2006 | 2007 | 2008 |
| --------------- | ---- | ---- | ---- | ---- | ---- | ---- | ---- | ---- | ---- | ---- | ---- | ---- |
| Australian Open | A    | A    | A    | A    | A    | A    | A    | 2T   | 1T   | A    | A    | A    |
| Open di Francia | A    | A    | A    | A    | A    | A    | 1T   | A    | 1T   | A    | A    | A    |
| Wimbledon       | A    | A    | A    | A    | A    | A    | 1T   | 2T   | 2T   | A    | A    | A    |
| US Open         | A    | A    | A    | A    | A    | A    | 1T   | QF   | A    | A    | A    | A    |

## Vittorie contro giocatrici top 10
| Stagione | 2001 | Totale |
| -------- | ---- | ------ |
| Vittorie | 1    | 1      |

| #    | Giocatrice        | Ranking | Evento                     | Superficie | Turno | Punteggio     | Rank. EGR |
| ---- | ----------------- | ------- | -------------------------- | ---------- | ----- | ------------- | --------- |
| 2001 |                   |         |                            |            |       |               |           |
| 1.   | Conchita Martínez | 5       | Australian Open, Melbourne | Cemento    | 2T    | 5-7, 6-3, 8-6 | 93        |